# Celtis hildebrandii
Celtis hildebrandii är en hampväxtart som beskrevs av E. Soepadmo. Celtis hildebrandii ingår i släktet Celtis och familjen hampväxter. Inga underarter finns listade i Catalogue of Life.